# 근로복지넷
근로복지넷은 2009년 2월 고용노동부 산하 기금관리형 준정부기관인 근로복지공단에서 근로복지 서비스의 대국민 지원과 근로자 복지진흥 및 산재 근로자 복지 등을 위해서 근로복지종합정보시스템 웹사이트로서 출범하였다. 근로복지기본법 제14조에 근거하여 2008년도 초에 개발준비를 시작하여, 2009년 2월에 구축하여 서비스를 시작하였다.
2009년 10월 1차 고도화 사업을 통해 선진기업복지 서비스 등을 실시하고, 2010년 2차 고도화 사업에서 뉴스레터 기능과 노동보험 연계 등을 개선했다. 특히, 모바일과 스마트 기기의 발달에 따른 수요변화를 예측하여, 2011년 10월 모바일 사이트를 선보였으며, 2012년 10월에는 디자인 개선과 메뉴 개편 등을 통해 사이트 개편을 실시하였다. 스마트 환경을 기반으로 공유와 개방, 소통, 창조 등이 강조되는 Web3.0시대에 모바일 사이트의 접속자가 갈수록 급속도로 늘어남에 따라, 모바일 사이트 및 Web3.0 등으로의 고도화가 진행될 것으로 향후 전망된다.

## 근로복지넷의 역사
- 2009.02. 근로복지넷 출범
- 2009.10. 1차 고도화 사업(선진기업복지 메뉴 구조 개선 등)
- 2010.09. 2차 고도화 사업(노동보험 연계 실시)
- 2011.10. 3차 고도화 사업(모바일 사이트 서비스 개시)
- 2012.10. 웹 및 모바일 사이트 개편 - 모바일 사이트
- 2013.11. 근로자지원프로그램(EAP) 지원시스템 개선 사업(모바일 EAP서비스 실시)
- 2014.08. 근로복지넷 공식 블로그 [다음블로그 - 근로복지넷] 등록
- 2014.09. 근로복지넷 모바일앱 [네이버앱] 등록
- 2014.09. 근로복지사업 홍보웹툰 등록 및 게시

## 서비스 안내
2009년 2월 근로복지넷을 출범한 이래로, 저소득층 근로자 및 산재 근로자 등에게 생활안정자금 대출(결혼자금, 자녀 학자금, 의료비, 임금체불 생계비, 노부모 요양비, 장례비, 임금감소 생계비(이하 근로자 및 산재 근로자 대상)/ 차량 구입비, 주택 이전비, 사업자금(이하 산재근로자 대상)과 근로자 대학 학자금 대출, 직업훈련 생계비 대출, 임금채권 보장, 체당금 지급 및 신용보증 등을 지원하고 근로자지원 프로그램(EAP)를 통해 근로자지원 상담(노무, 인사, 세무, 의료, 스트레스 관리, 직장 내 성희롱 등)과 아울러 근로의욕 고취와 사기 진작, 업무 효율 극대화 및 생산성 증대에 근로복지포털로서 대국민서비스에 기여해 왔다.
또한, 선진기업복지 컨설팅으로 기업의 선택적 복지 제도와 근로자지원 프로그램(EAP) 도입, 우리사주제도 도입, 사내복지기금 및 퇴직연금/ 근로복지공단 퇴직연금 제도 도입 등을 장려하고 지원을 해오고 있으며, 여성복지 측면에서 여성 고용환경 개선 지원과 직장여성 아파트 분양, 근로복지공단 어린이집 운영, 직장 어린이집 설치 지원 및 직장 보육지원 센터 운영 등을 시행해 오고 있다. 특히, 근로자들의 직장 문화 선양과 직업의식 고취 및 사기진작 등을 위해서, 매년 근로자 문화예술제와 근로자 종합복지관 연계 등을 시행하고 있으며, 전국 각지의 휴양콘도를 년 중 저렴한 가격으로 이용할 수 있도록 지원해 주고 있다.

## 개편 안내
근로복지넷은 웹사이트 개시 이후, 꾸준히 고도화 사업을 통해서 대국민 근로복지서비스의 목적을 달성하기 위해 노력해 왔다. 2012년 7월부터 9월까지 그동안 기관의 경직된 이미지를 버리고, 더욱 더 국민에게 친근감 있고 따뜻한 온정이 넘치는 근로복지 서비스를 펼치고자 고객친화적이고 성과지향적인 이미지로 탈바꿈하여 새로이 웹사이트(모바일 사이트 포함)를 개편하기에 이르렀다.
진정한 근로복지서비스를 근로자들에게 전달하고 국리민복을 위한 복지서비스와 복지정책을 지원하기 위해 서비스를 개선하고 컨텐츠를 늘려나가는 한편, 새로운 변화를 지속적으로 시도하여 국민과 함께 소통하고 새로운 성과를 창조하는 근로복지종합정보시스템으로 거듭나고 있다.